# Levendbarende slangster
De levendbarende slangster (Amphipholis squamata) is een slangster uit de familie Amphiuridae. De wetenschappelijke naam van de soort werd in 1828 als Asterias squamata gepubliceerd door Stefano delle Chiaje.

## Kenmerken
De levendbarende slangster is klein, grijs tot blauwachtig wit en fosforescerend. Het heeft een duidelijke centrale schijf met een diameter van maximaal 5 mm, met vijf lange, dunne armen die tot 30 mm lang kunnen worden. De armen dragen stekels die half zo lang zijn als de dikte van de arm. De ronde centrale schijf heeft een schaalbekleding met D-vormige radiale platen. De levendbarende slangster heeft ruitvormige mondschilden en extreem brede mondpapillen.

## Verspreiding en leefgebied
De levendbarende slangster komt voor in de Noordzee en rond alle Britse Eilanden en ook in Ierland. Wordt ook uit andere delen van de wereld gerapporteerd, waaronder de Amerikaanse Atlantische kust en de Indische Oceaan. De soort leeft vooral in ruimtes tussen en onder hard substraat. Ze worden soms op zacht substraat aangetroffen.

## Leefwijze
De soort mijdt licht, en is vooral in het donker actief. De dieren leven van kleine dieren, algen en detritus. De soort is levendbarend, dat wil zeggen dat de vrouwtjes de eitjes na bevruchting bij zich blijven dragen. Ze kunnen per keer ongeveer 25 embryo's voortbrengen.